# 三峰站 (曼谷)
三峰站（泰語： 發音：[sā.tʰǎː.nīː sǎːm jɔ̂ːt]）是曼谷地铁蓝线的车站。位于曼谷拍那空县，即拉达那哥欣岛的旧城区东部。

## 位置
三峰站位于石龙军路和玛哈猜路（Thanon Maha Chai）、布拉帕路（Thanon Burapha）相交的两个路口三峰路口和乌那甘路口之间，因三峰路口而得名。三峰站所在的区域是曼谷拍那空县老旧的汪布拉帕商业区，这里是战后曼谷最先发展的娱乐中心，后来为更靠东的暹罗区所取代而式微。
三峰站亦将在曼谷地铁紫线南延工程（岛本-拉布拉那）完工后连通紫线，已为紫线车站预留换乘空间。

## 设计
站厅以五世王统治时期的装饰风格设计，以此代表汪布拉帕区繁荣时期的景象。三处出口的站厅外观皆设计为具有历史风貌的中葡式建筑，呼应曼谷老城区的店屋风格。站厅内的廊柱上皆画出一个拱形，这代表三峰站所在的三峰路口曾是拉达那哥欣旧城门的所在地。站厅内展示有三峰周边地带的历史照片。三峰站周边的热门目的地包括：巴杜披、空同、汉桥、拍乎叻、三聘街、老暹罗广场、万茂、河口市场、皇家市頌讚殿劇院、博昌美术工艺学院、玫瑰园中学。
在车站建设开挖工程中，发现不少旧时电车路线的遗存。

## 相片集

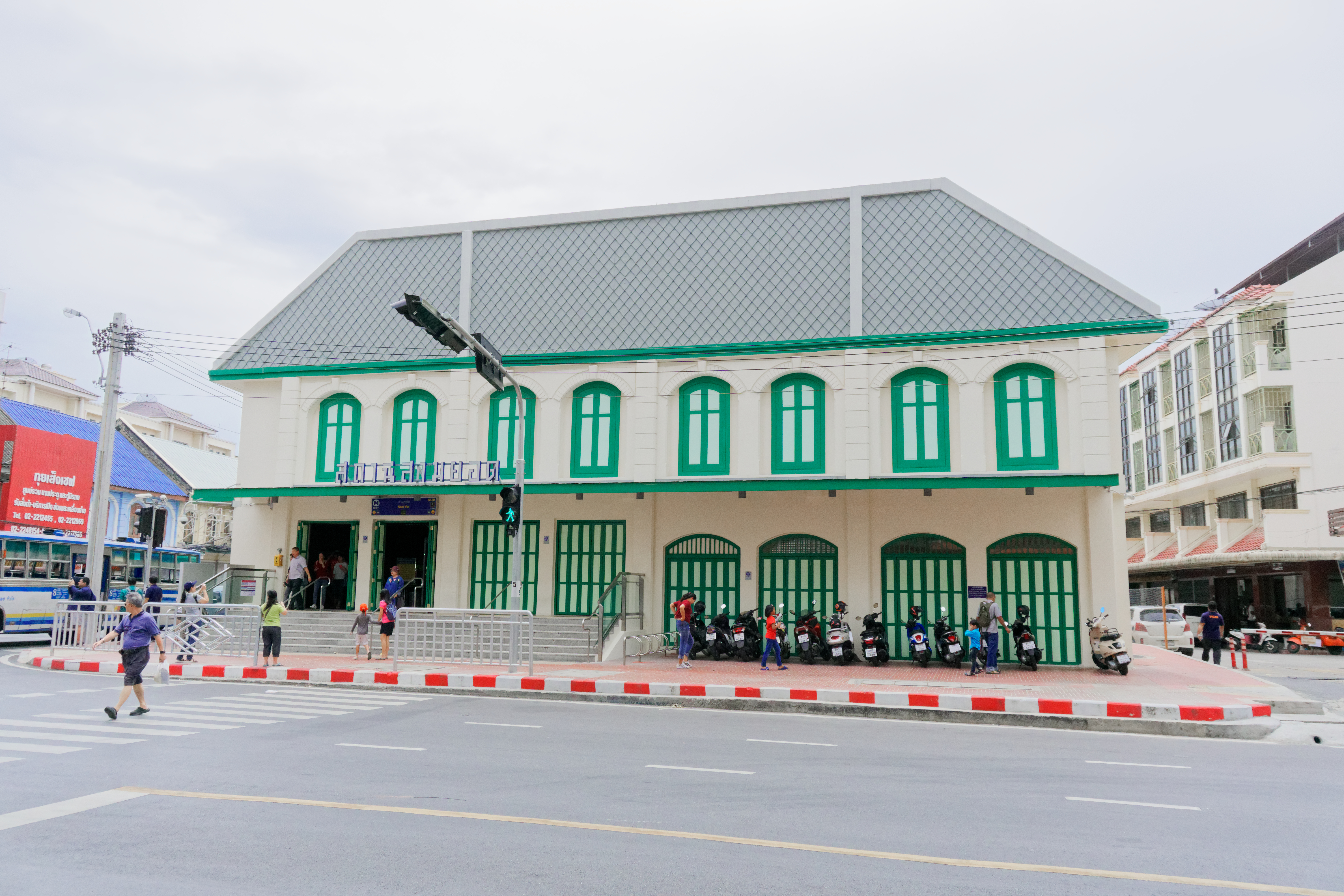
1号出口大厅外观
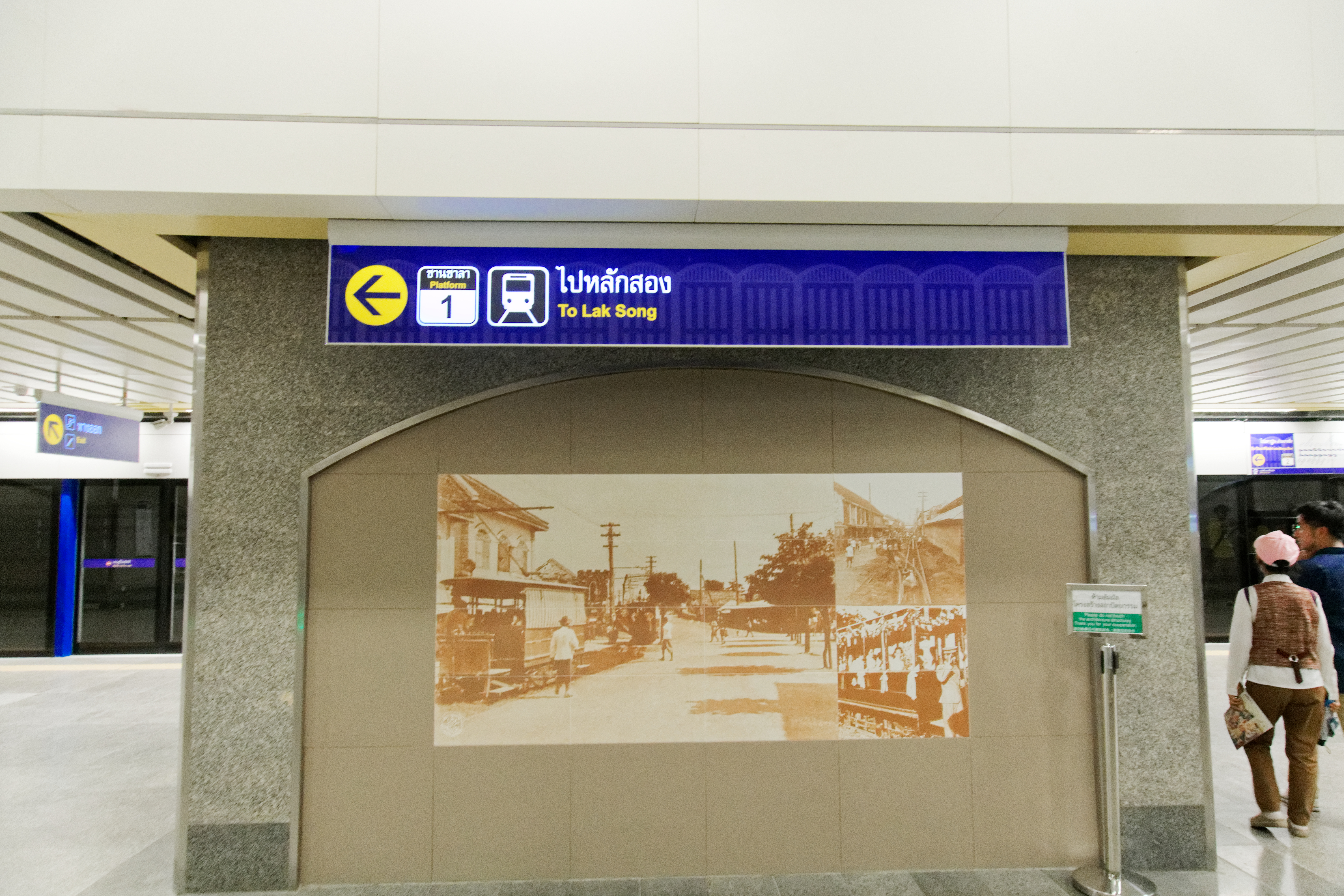
石龙军路电车的旧照片
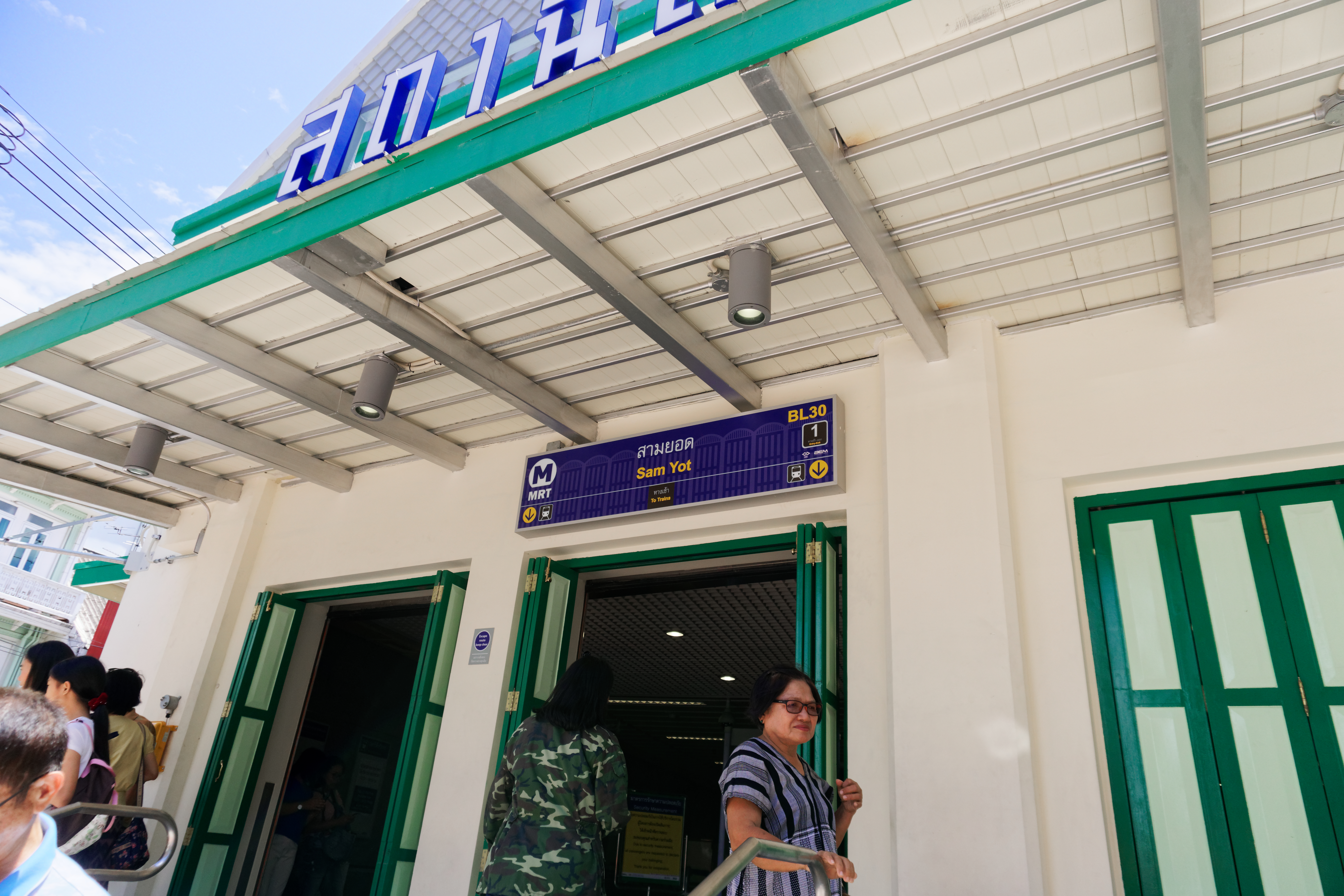
1号出口
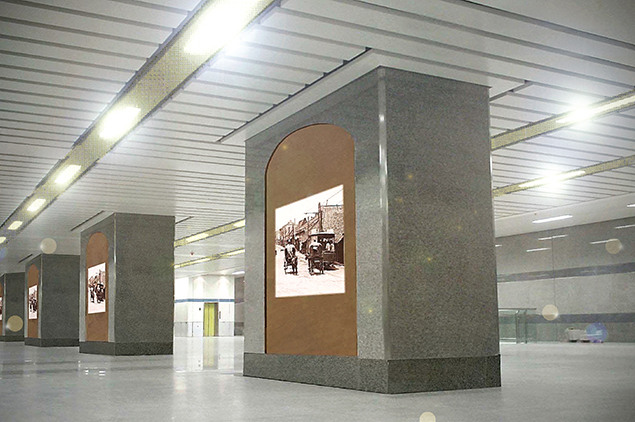
画出拱形的廊柱
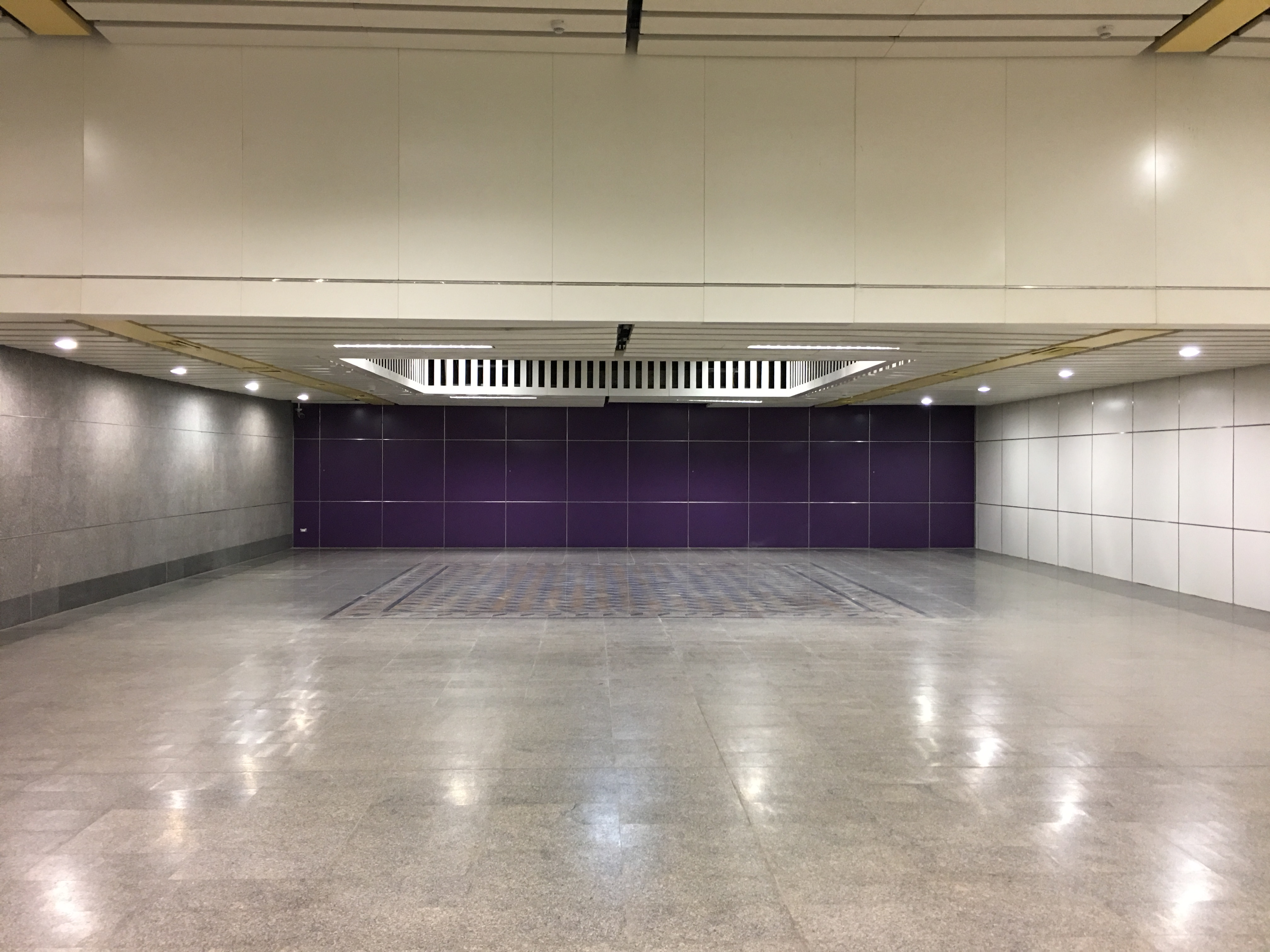
为紫线预留的换乘大厅